# Markforged
Markforged è un'azienda statunitense che sviluppa e commercializza stampanti 3D per materiali compositi e metallici.
È stata la prima società a creare stampanti 3D che utilizza la tecnologia CFR (Continuous Fiber Reinforcement), tecnologia simile alla più diffusa FFF, ma con l'aggiunta di fibre continue di rinforzo all'interno della matrice polimerica.

## Storia
La società viene presentata per la prima volta all'evento "SolidWorks World 2014" di San Diego con il primo prototipo di stampante 3D "Mark One", il primo ad offrire la possibilità di stampare fibre continue all'interno di una matrice polimerica.
Negli anni successivi presenta al CES di Las Vegas il software Eiger, con motore di slicing basato su cloud e la stampante Metal X, in grado di stampare metallo.
Nel 2018 la società viene citata in giudizio dalla società rivale Desktop Metal, che rivendica la violazione di un brevetto depositato da desktop metal definito come "Aggiunta di strati facilmente rimovibili da un prodotto stampato in metallo". Il verdetto finale vede Markforged come vincitore della causa.
Nel 2021 la società viene quotata nella borsa di New York con il simbolo MKFG.

## Materiali

### Matrici polimeriche
- Nylon
- Onyx (Nylon + microparticelle di Carbonio)
- Onyx FR (Autoestinguente)
- Onyx ESD (Statico dissipativo)

### Fibre continue
- Fibra di Vetro
- Fibra di Vetro HSHT
- Fibra di Carbonio
- Kevlar

### Metalli
- Acciaio Inox 17-4 PH
- Rame puro 99,8%
- Inconel 625
- Acciaio H13, A2 e D2